# TCL Corporation
För programmeringsspråket Tool Command Language, se se Tcl.
TCL Technology (TCL科技) är en kinesisk  multinationell elektroniktillverkare. Företaget utvecklar och tillverkar TV, mobiltelefoner, luftkonditioneringssystem, tvättmaskiner, kylskåp och liknande produkter. Under 2015 och 2016 var TCL världens tredje största TV-tillverkare.

## TCL:s varumärken
TCL använder huvudsakligen eget varumärke, men vissa produkter eller produktserier använder licensierade varumärken. 
Ikea:s integrerade TV-apparater (Ikea Uppleva) är tillverkade av TCL. 
- Alcatel - i maj 2005, TCL köpte franska mobiltelefontillverkaren Alcatel [4]
- Blackberry - i december 2016, TCL köpte rättigheter till varumärket Blackberry. Köpet avser endast mobiltelefontillverkning. [5]
- Pioneer - TCL licensierar varumärket Pioneer för sin TV-tillverkning [6]
- RCA - TCL köpte rättigheter till varumärket RCA i november 2003
- Thomson - TCL köpte rättigheter till varumärket Thomson i november 2003